# 郁久闾氏
郁久闾氏，为柔然可汗所属氏族，以始祖木骨闾的近音郁久闾为姓氏。柔然汗国于公元5世纪由原始蒙古遊牧民族所建立，继匈奴的攣鞮氏之后统治蒙古高原，後被突厥阿史那氏取代。其南下中原的后裔在北魏改姓闾氏、茹氏、茹茹氏等。
根据《魏书·蠕蠕传》记载，柔然始祖为木骨闾，原为西晋时期漠南拓跋部的奴隶，随后叛逃投靠纥突邻部，木骨闾之名也成为郁久闾氏的来源。从其子车鹿会開始，“柔然”成为部族名称，冬则徙度漠南，夏则还居漠北，至4世纪末至5世纪初郁久闾社仑建立了亚欧大陆最早的汗国，以可汗为君主称号，与南面的北魏为敌，互相攻伐，北魏蔑称其为“蠕蠕”。郁久闾氏从社崘至鄧叔子共传18位可汗。552年，古突厥的土门可汗灭亡柔然，蒙古高原此后由突厥汗国阿史那氏统治。
西魏文帝元寶炬第二任皇后即郁久闾氏，而一些柔然人南下中原投奔北魏和东西魏，包括郁久闾伏仁的父亲郁久闾车朱浑。据清代张澍《姓氏考略》记载：“〈郁久闾〉后从省称‘闾’。魏之闾大肥、闾龙驹、闾根、闾文祖等皆是”。《姓氏寻源》云：“后魏泾州闾氏多显者，皆蠕蠕国郁久闾氏所改”。